# Stitch! O Filme
Stitch! The Movie (Stitch! O Filme, no Brasil e em Portugal) é um filme de comédia e ficção científica de animação produzida pela Walt Disney Television Animation e pela Rough Draft Korea, lançado em 26 de agosto de 2003.  É o segundo filme lançado na franquia Lilo & Stitch e o terceiro filme cronologicamente, ocorrendo após o primeiro filme de 2002 e (por extensão posterior) a sequência direta para vídeo de 2005 Lilo & Stitch 2: Stitch Has a Glitch. O filme também serve como o pano de fundo da série spin-off Lilo & Stitch: The Series, que estreou no mês seguinte. A história é uma introdução aos 625 experimentos do Dr. Jumba Jookiba (feitos antes de Stitch), que ele criou com o financiamento do Dr. Jacques von Hämsterviel, o qual se tornou o maior vilão da saga posteriormente.